# Wilma Murto
Wilma Murto (Kuusjoki, 11 de junio de 1998) es una atleta finlandesa especializada en el salto con pértiga.

## Carrera deportiva
Comenzó su andadura en competiciones en 2014, debutando en el Campeonato Mundial Junior de Atletismo que tuvo lugar en la ciudad estadounidense de Eugene (Oregón), en la que saltó 3,75 metros, lo que la llevó a quedar en el decimotercer puesto de la ronda clasificatoria.
Posteriormente, en 2016 participó en tres citas internacionales. La primera le llevó a Ámsterdam, donde tuvo lugar el Campeonato Europeo de Atletismo, en el que consiguió llegar a la final y quedar séptima tras un salto de 4,45 metros, una de sus máximas marcas hasta ese momento. Asimismo, en el mes de julio, en la cita del Campeonato Mundial de Atletismo Sub-20, las buenas sensaciones de la cita neerlandesa se magnificaron en Bydgoszcz (Polonia), donde obtuvo su primera medalla, en esta ocasión de bronce, tras lograr 4,40 metros. Ya en agosto, viajó con la delegación finlandesa a Río de Janeiro (Brasil) para participar en sus primeros Juegos Olímpicos, donde volvió a quedarse en la ronda clasificatoria, tras no mejorar los 4,30 metros.
Al año siguiente, en 2017, en el Campeonato Europeo de Atletismo en Pista Cubierta celebrado en Belgrado (Serbia) acababa en octavo lugar, volviendo a los 4,40 metros de salto; posteriormente en el Campeonato Europeo de Atletismo Sub-20 de Grosseto (Italia) regresaba al podio y se colocaba la segunda medalla de bronce, aunque con una marca bastante inferior de 4,15 metros. Para 2018, en la cita de Berlín, donde se celebraba el Campeonato Europeo de Atletismo, no lograba pasar del primer corte clasificatorio, quedando séptima en dicha ronda, con 4,35 metros de marca.
Sus participaciones se extenderían para el ejercicio de 2019. En el mes de marzo, en la cita indoor de Glasgow, el Campeonato Europeo de Atletismo en Pista Cubierta, quedaba en el decimoctavo puesto de la clasificación total, bajando nuevamente el ratio de salto, marcando solo 4,10 metros. Mejoraría marca y puesto para la cita sueca del Campeonato Europeo de Atletismo Sub-23, donde fue quinta con 4,20 metros. En el tercer encuentro deportivo, el Campeonato Europeo de Atletismo por Equipos de Bydgoszcz (Polonia), solo mejoraría su anterior registro en un centímetro, hasta los 4,21 metros, que la llevaron al octavo lugar. Por último, en la cita internacional del Campeonato Mundial de Atletismo de Doha no pasaba la clasificación pese a saltar 4,35 metros.
En 2021, lograba el sexto lugar en el salto con pértiga del Campeonato Europeo de Atletismo en Pista Cubierta, en la ciudad polaca de Toruń, con un salto de 4,55 metros. Más adelante, competiría en sus segundos Juegos Olímpicos, postergados a consecuencia de la pandemia de coronavirus. En julio viajó a Tokio con el resto de la representación nacional. Lograba superar la ronda clasificatoria, que tuvo lugar por la tarde del 2 de agosto, logrando la quinta mejor marca de su grupo, con 4,55 metros. Posteriormente, en la final lograría saltar 4,50 metros, lo que la colocaría en la quinta posición, en un triple empate con la ucraniana Maryna Kylypko y la eslovena Tina Šutej.

## Resultados por competición

### Por temporada
| Representando a Finlandia | Representando a Finlandia                         | Representando a Finlandia | Representando a Finlandia | Representando a Finlandia | Representando a Finlandia |
| ------------------------- | ------------------------------------------------- | ------------------------- | ------------------------- | ------------------------- | ------------------------- |
| Año                       | Competición                                       | Lugar                     | Puesto                    | Marca (m.)                |                           |
| 2014                      | Campeonato Mundial Junior de Atletismo            | Eugene                    | 13.ª (Q1)                 | 3,75 m.                   |                           |
| 2016                      | Campeonato Europeo de Atletismo                   | Ámsterdam                 | 7ª                        | 4,45 m.                   |                           |
| 2016                      | Campeonato Mundial de Atletismo Sub-20            | Bydgoszcz                 | 3ª                        | 4,40 m.                   |                           |
| 2016                      | Juegos Olímpicos                                  | Río de Janeiro            | 13.ª (Q1)                 | 4,30 m.                   |                           |
| 2017                      | Campeonato Europeo de Atletismo en Pista Cubierta | Belgrado                  | 8ª                        | 4,40 m.                   |                           |
| 2017                      | Campeonato Europeo de Atletismo Sub-20            | Grosseto                  | 3ª                        | 4,15 m.                   |                           |
| 2018                      | Campeonato Europeo de Atletismo                   | Berlín                    | 7ª (Q1)                   | 4,35 m.                   |                           |
| 2019                      | Campeonato Europeo de Atletismo en Pista Cubierta | Glasgow                   | 18.ª (q)                  | 4,10 m.                   |                           |
| 2019                      | Campeonato Europeo de Atletismo Sub-23            | Gävle                     | 5ª                        | 4,20 m.                   |                           |
| 2019                      | Campeonato Europeo de Atletismo por Equipos       | Bydgoszcz                 | 8ª                        | 4,21 m.                   |                           |
| 2019                      | Campeonato Mundial de Atletismo                   | Doha                      | 12.ª (Q1)                 | 4,35 m.                   |                           |
| 2021                      | Campeonato Europeo de Atletismo en Pista Cubierta | Toruń                     | 6ª                        | 4,55 m.                   |                           |
| 2021                      | Juegos Olímpicos                                  | Tokio                     | 5ª                        | 4,50 m                    |                           |
| 2022                      | Campeonato Mundial de Atletismo                   | Eugene                    | 6ª                        | 4,60 m.                   |                           |
| 2022                      | Campeonato Europeo de Atletismo                   | Múnich                    | 1ª                        | 4,85 m.                   |                           |
| 2023                      | Juegos Europeos                                   | Cracovia                  | 1.ª                       | 4,71 m.                   |                           |

### Mejores marcas
| Disciplina                         | Marca        | Lugar       | Fecha                |
| ---------------------------------- | ------------ | ----------- | -------------------- |
| 60 metros lisos (pista cubierta)   | 7,78 s.      | Turku       | 6 de enero de 2016   |
| 100 metros lisos (exterior)        | 12,34 s.     | Espoo       | 15 de junio de 2013  |
| Salto de altura (exterior)         | 1,63 m.      | Turku       | 18 de agosto de 2013 |
| Salto con pértiga (exterior)       | 4,85 m. (NR) | Múnich      | 17 de agosto de 2022 |
| Salto con pértiga (pista cubierta) | 4,71 m.      | Zweibrücken | 31 de enero de 2016  |
| 4 x 100 metros relevos (exterior)  | 49,57 s.     | Utrecht     | 18 de junio de 2013  |